# The Thief of Bagdad (1924)
The Thief of Bagdad is een Amerikaanse avonturenfilm uit 1924 onder regie van Raoul Walsh. Destijds werd de film in Nederland uitgebracht onder de titel De dief van Bagdad.

## Verhaal
Een dief wordt verliefd op de dochter van de kalief van Bagdad. Voordat hij met haar mag trouwen, moet de dief een schat vinden. Op zoek naar de schat krijgt hij echter concurrentie van een Mongoolse prins.

## Rolverdeling
| Acteur            | Personage           |
| ----------------- | ------------------- |
| Douglas Fairbanks | De dief van Bagdad  |
| Snitz Edwards     | Zijn metgezel       |
| Charles Belcher   | De heilige man      |
| Julanne Johnston  | De prinses          |
| Sôjin Jamiyama    | De Mongoolse prins  |
| Anna May Wong     | De Mongoolse slavin |
| Brandon Horst     | De kalief           |
| Tote Du Crow      | De waarzegger       |
| Noble Johnson     | De Indische prins   |